# Georg I. (Hessen-Darmstadt)

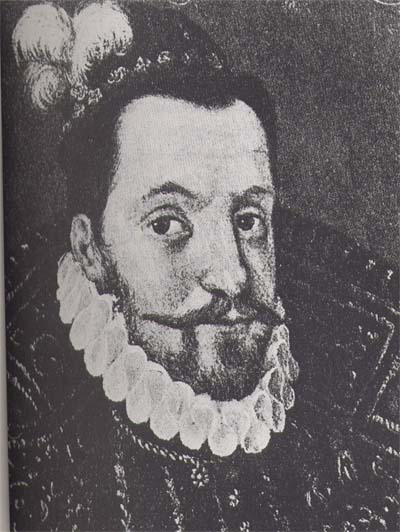
Landgraf Georg I.

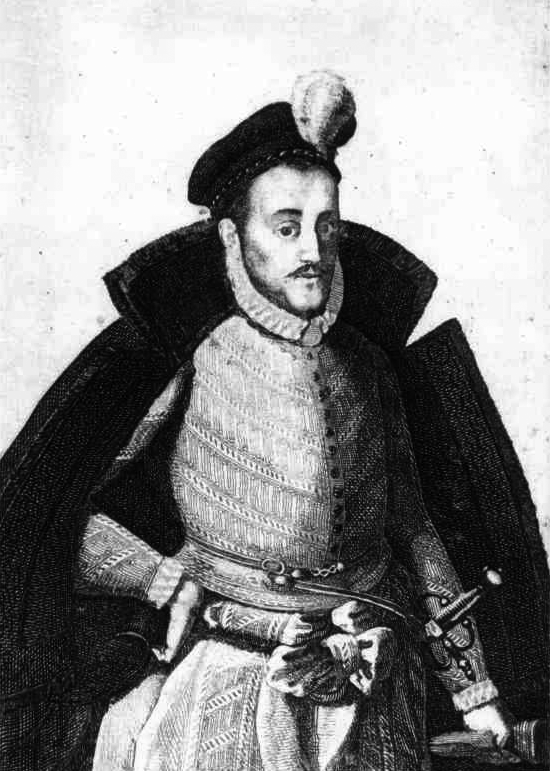
Landgraf Georg auf einem Stich von A. Lucas

Georg I. von Hessen-Darmstadt (* 10. September 1547 in Kassel; † 7. Februar 1596 in Darmstadt) auch Georg der Fromme genannt, war ab 1567 Landgraf von Hessen-Darmstadt.

## Leben
Georg war ein Sohn des Landgrafen Philipp I. von Hessen (1504–1567) aus dessen Ehe mit Christine von Sachsen (1505–1549).
Die vier Söhne aus der Ehe seiner Eltern wurden Nachfolger der Landgrafschaft mit je eigenen Herrschaften. Landgraf Philipp hatte den älteren Söhnen die größeren Anteile überschrieben. Der junge Georg erhielt etwa ein Achtel der Landgrafschaft Hessen.
Am 15. Juli 1567, als 19-Jähriger, übernahm er in Darmstadt die Regierung der Obergrafschaft Katzenelnbogen. Er folgte damit dem Testament seines Vaters: „Georg soll haben die Schlösser, Städte und Ämter Rüsselsheim, Dornberg, Darmstadt, Lichtenberg, Reinheim, Zwingenberg, Auerberg und was mehr in der Obergrafschaft liegt und dazu gehört“. Zur Unterscheidung wurde Georgs Linie die Bezeichnung „Hessen-Darmstadt“ gegeben.
Zielstrebig begann Georg, aus der Ackerbürgerstadt Darmstadt eine Residenzstadt zu gestalten. Das Schloss wurde erweitert und mit Graben und Bastionen befestigt. Zeughaus und Marstall sowie ein Neubau für die Regierungsbehörden entstanden im Schloss. Für fürstliche Repräsentation wurde auch der erweiterte Schlossgarten („Herrngarten“) nördlich des Schlosses geschaffen. 1572 bis 1580 wurde vom Baumeister Jakob Kesselhuth ein Gutshof zum Jagdschloss Kranichstein umgebaut.
„Uff dem lichten Berge“ begann Jakob Kesselhuth schon 1570 mit dem Bau des Schlosses Lichtenberg. Dieser erste Renaissancebau in Südhessen wurde zum Vorbild vieler Gebäude, die während Georgs Herrschaft entstanden.
Georgs Vater war 1524 zur Lutherischen Lehre übergetreten und setzte diese Reformation auch in seiner Landgrafschaft durch. Geistlichen wie Untertanen wurde der „rechte Glaube“ abverlangt. Um ihn zu lernen, sollte unter Georgs Herrschaft ein flächendeckender Schulunterricht eingeführt werden, der zugleich Gehorsam sowie Recht und Unrecht vermitteln sollte. Dieser Schulunterricht war Voraussetzung für die Konfirmation, so dass Georg eine De-facto-Schulpflicht in seinem Land einführte.
Georgs Herrschaft war von großem Arbeitseifer, unnachgiebiger Strenge und äußerst rigiden Moralvorstellungen geprägt. Vermutlich daher war Hessen-Darmstadt, im Gegensatz zu den hessischen Gebieten von Georgs Brüdern, an der ersten Welle der frühneuzeitlichen Hexenverfolgungen beteiligt. Unter Georgs Herrschaft sind zwischen den Jahren 1582 und 1590 37 Hinrichtungen wegen Hexerei nachgewiesen, darunter der ca. 11-jährige Wolf Weber und ein ca. 16-jähriges Mädchen.
Auf der anderen Seite erlebte Darmstadt aber unter Georgs Herrschaft auch nicht nur einen wirtschaftlichen Aufschwung (die Einwohnerzahl verdoppelte sich), sondern auch erste Elemente eines Sozialsystems, wie die Errichtung eines Armenhauses 1592 und die Unterrichtung von Waisenkindern im Schloss ab 1594.
Landgraf Georg I. von Hessen-Darmstadt starb am 7. Februar 1596 und ist im Chor der Darmstädter Stadtkirche bestattet. Sein Epitaph und das seiner Gemahlin ist bedeutendes Renaissance-Denkmal.

## Ehen und Nachkommen
17. August 1572: Heirat mit Magdalena Gräfin zur Lippe (* 24. Februar 1552; † 26. Februar 1587)
- Philipp Wilhelm (*/† 1576), Erbprinz
- Ludwig V. (1577–1626), Landgraf von Hessen-Darmstadt

⚭ 1598 Prinzessin Magdalena von Brandenburg (1582–1616)
- Christine (1578–1596)

⚭ 1595 Graf Friedrich Magnus von Erbach (1575–1618)
- Elisabeth (1579–1655)

⚭ 1601 Graf Johann Kasimir von Nassau-Weilburg-Gleiberg (1577–1602)
- Marie Hedwig (1580–1582)
- Philipp III. (1581–1643), paragierter Landgraf von Hessen-Butzbach

⚭ 1. 1610 Gräfin Anna Margarethe von Diepholz (1580–1629)
⚭ 2. 1632 Gräfin Christina Sophia von Ostfriesland (1609–1658)
- Anna (1583–1631)

⚭ 1601 Graf Albert Otto zu Solms-Laubach (1576–1610)
- Friedrich I. (1585–1638), paragierter Landgraf von Hessen-Homburg

⚭ 1622 Gräfin Margarete Elisabeth von Leiningen-Westerburg (1604–1667)
- Magdalene (*/† 1586)
- Johann (*/† 1587)

25. Mai 1589: Heirat mit Herzogin Eleonore von Württemberg, verwitwete Fürstin zu Anhalt (* 22. März 1552; † 12. Januar 1618)
- Heinrich (1590–1601)